# Alexandre Berthault-Ducreux
Alexandre Berthault-Ducreux (né Claude Jean-Baptiste Alexandre Berthault le 6 mai 1790 à Chalon-sur-Saône, où il est mort le 6 décembre 1873) est un ingénieur des Ponts-et-Chaussées dont les travaux ont permis la modernisation des routes.

## Biographie
Alexandre Berthault-Ducreux est admis à l'École polytechnique en 1809, puis, à la suite, en 1811, à l'École des Ponts et chaussées . Son frère est également, deux ans après lui, élève de Polytechnique, il débutera une carrière militaire avant de démissionner et d'être ingénieur civil. Lors de ses débuts professionnels Berthault-Ducreux occupe des responsabilités dans divers départements (Morbihan, Ariège), avant de revenir dans son département d'origine, la Saône-et-Loire. Il fait partie des réalisateurs du canal du centre et compare les voies de communication que sont le chemin de fer, les voies navigables et la route. Quelques années après il est exclusivement chargé des routes.
En 1833 est créé le « Service d'expériences sur l'entretien des routes », dont on lui confie la responsabilité (esprit indépendant et libéral intransigeant, le qualifie François Etner).
Alexandre Berthault-Ducreux défend, et améliore, le procédé nouveau de l'Écossais John Loudon McAdam, contre les procédés alors en vigueur et en particulier ceux de son prédécesseur de l'école des Pont et chaussées Pierre Marie Jérôme Trésaguet. 
Il prend sa retraite le 1er avril 1848.

## Publications
- Des Grandes Routes et des chemins vicinaux, procédés les plus économiques pour les construire, les améliorer et les maintenir constamment dans le meilleur état possible, 1829, Paris , Carillian-Goeury , , 220 p. (numérisé dans Gallica)
- Éclairage. Note sur les principes et les procédés fondamentaux de l'éclairage, suivie de l'exposé d'un ensemble d'inventions propres à améliorer beaucoup presque tous les appareils connus depuis le plus simple et le plus faible, la veilleuse, jusqu'au plus complexe et au plus puissant, le phare, 1854, Paris : Carillian-Goeury et Vve Dalmont, 63 p. et pl. (numérisé dans Gallica)
- Exposé et application des faits, attributs et principes, les plus importants à prendre pour guides dans les questions relatives à l'entretien des routes et à la police du roulage, 1842, Paris, Carillian-Goeury et V. Dalmont, 110 p. (numérisé dans Gallica)
- Historique, situation et raisons d'être du service d'expériences sur l'entretien des routes, 1845 Paris, Carillian-Goeury et V. Dalmont, 122 p. (numérisé sur Gallica)
- Manuel du cantonnier de chemins vicinaux, 1845, Paris, Carillian-Goeury et V. Dalmont , 128 p. (numérisé dans Gallica)
- Notions sur les principales questions que soulève en ce moment l'entretien des routes, et sur les meilleurs moyens de hâter les progrès de cet art, 1848, Paris, Carillian-Goeury et V. Dalmont, 132 p. (numérisé dans Gallica)
- Théorie et pratique des mortiers et ciments romains, Paris : Carillian-Goeury , 1833, 510 p.
- Troisième note sur le roulage et les routes d'Angleterre et de France, 1844, Paris : Carillian-Goeury et V. Dalmont, 138 p.